# Callopistria aluensis
Callopistria aluensis là một loài bướm đêm trong họ Noctuidae.